# Alliance Pastorale
L’Alliance Pastorale est une entreprise coopérative française crée en 1933 par des éleveurs ovins revenus d’Argentine voulant adopter une méthode d’élevage sud-américaine. Confrontés à plusieurs problèmes, les éleveurs choisirent de les affronter ensemble et se réunirent pour former un syndicat d’éleveurs, qui aujourd’hui est spécialisé dans le matériel, produits et services pour l’élevage.

## Histoire
En 1931, c’est au hasard d’une rencontre qu’Henri Reille-Soult proposa à Guy de Boisgrollier, lui aussi exploitant, d’essayer une ancienne méthode déjà essayée un siècle plus tôt et d’adopter l’élevage du mouton en plein air, comme pratiqué en Amérique du Sud. M. Reille-Soult, encouragé par l’Union Ovine de France, entreprit donc à l’essai un élevage en plein air. En 1933, l’agriculture traverse une crise. La guerre de 1914-1918 avait fait des ravages dans le pays, en particulier dans l’agriculture. Puis la crise économique de 1929 avait causé l’effondrement des prix, ce qui a eu pour conséquence de causer une importante dépression dans la région de Montmorillon et des alentours. C’était à l’époque, une région de polyculture sur des sols hydromorphes, avec peu de rendements. L’élevage pratiqué majoritairement était celui des bovins. Le mouton, à cette époque, n’est pas très répandu, et est surtout utilisé pour la laine.
Se heurtant à des problèmes techniques, dix éleveurs se sont alors rassemblés, et choisirent de les affronter ensemble, c’est donc le 24 juillet 1933, à l’initiative de M. Henry Reille-Soult et Guy de Boisgrollier, et avec le patronage de l’Union ovine de France, qu’ils fondèrent un syndicat d’éleveurs : l’Alliance Pastorale.

### Installation
L’Alliance Pastorale commença donc à travailler sur le choix des clôtures utilisées pour cet élevage en plein air, car il n’était plus question de bergers accompagnant les troupeaux dans les paturages, le fait que les loups aient disparu dans cette région rendait enfin possible l’élevage en plein air. L’Alliance Pastorale travailla aussi sur le choix de race des ovins, la Charmoise, par sa rusticité, sa précocité et sa conformation fut choisie au départ, même si avec le temps et la culture de l’herbe, elle allait laisser la place à des croisements entre South Down, Texel, Suffolk, Vendéen et Charolais. Puis enfin, il y eut une amélioration de la flore des parcs par l’application d’un assolement permettant leur réfection périodique à base de mélanges appropriés de graminées et de légumineuses.

### Premiers développements
L’Alliance Pastorale s’est rendu compte que c’était surtout dans le domaine sanitaire qu’une révolution devait intervenir. En 1933, les maladies du mouton sont méconnues, surtout les infestations parasitaires par les strongles, les grandes et petites douves. Aucun produit vétérinaire n’existait pour lutter contre ces infestations et cela a eu la conséquence de causer de nombreuses pertes. En 1935, le Conseil d’Administration de l’Alliance Pastorale fait appel à un laboratoire britannique familiarisé avec ces problèmes. Mais il fallait aussi fabriquer les produits indispensables, cependant, aucun laboratoire français ne produisait à l‘époque ces produits, donc aucune distribution ne pouvait avoir lieu pour les adhérents du Syndicat, aucun vétérinaire ne détenait ces médicaments et très peu avaient la connaissance pratique des maladies spécifiques du mouton.
Après divers essais, l’Alliance Pastorale entreprit d’avoir un laboratoire principalement consacré aux examens coproscopiques, de préparer et de distribuer à ses membres les quelques produits disponibles à la vente. Au même moment, les premiers adhérents de l’Alliance Pastorale décidèrent d’acheter ensemble à de meilleures conditions quelques approvisionnements nécessaires  à leurs élevages.

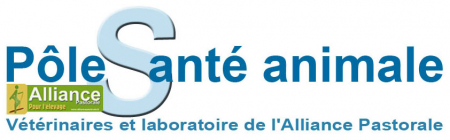
Le Pôle Santé Animale de l’Alliance est animé par 7 vétérinaires et des laborantines. Il dispose d’un laboratoire d’analyses.

### Essor
Après la guerre de 1939-1945, tout est à reconstruire, même l’agriculture. C’est dans ce contexte-là que l’élevage du mouton va prendre un essor important et par sa maîtrise des techniques d’élevage, l’Alliance Pastorale va acquérir une réputation dans la région montmorillonnaise(86) et dans ses alentours, mais aussi dans des régions plus éloignées comme dans la Côte d’Or ou les Hautes-Alpes. Ce développement se poursuivit au fil du temps et sera relayé en 1966 par l’arrivée à la tête de l’Alliance Pastorale d’une nouvelle génération. Jean François de Fombelle prend la direction de l’Alliance Pastorale,. Michel Ducellier devient Président en 1966 puis laissera sa place à Georges Gilbert en 1973.
Le nombre de demandes d’adhérents augmente de plus en plus et pas que dans la région de Montmorillon, mais aussi dans tout le bassin de production ovine du Centre Ouest. C’est ainsi que se créent des « Centres d’élevages » gérés par des éleveurs et des associations locales sur les communes de Montmorillon(86), Confolens (Lessac)(16), Bennassay(86), Bellac(87), Boisseuil(87), Gencay(86), Argenton-sur-Creuse(36), Bressuire(79), Montrésor(37), Souvigny(03), Valence d’Albigeois(81) et Ahun (23). 
Comme la demande augmentait, dans les années 1980 le Service de Vente par Correspondance est créé, physiquement basé à Montmorillon, et actif sur toute la France.
L’Alliance a été dans les premières entreprises du Poitou-Charentes à créer un site internet, en 1996, ce qui lui a permis, avec la création de son service international, de s’ouvrir sur le monde entier. En 2005, l’Alliance Pastorale s’exporte et ouvre ses premiers relais en Guyane et en Martinique.
L’Alliance Pastorale à également une devise « Vae Soli » (malheur à l’isolé), qui témoigne de son désir de développer l’élevage partout en France et dans le monde et d’y apporter sa contribution.
Peu à peu, sous l’impulsion du Président George Gilbert et du Directeur Jean-François de Fombelle,, L’Alliance Pastorale entreprend de mettre en place toute la filière pour l’élevage Ovin. Lycées agricoles, formations de bergers, structures d’abattages, structures d’insémination, INSEM OVIN, groupement d'éleveur et de promotion de la viande dont le GIE ovin Poitou-Charentes...l’Alliance est très active pour le développement de l’élevage ovin. Attirés par cette dynamique, les éleveurs caprin, bovin et équin viennent se joindre aux Adhérents de l’Alliance pour former les quatre piliers de l’activité élevage de l’Alliance. Les années 2000 marquent l’arrivée d’une nouvelle équipe avec Olivier De La Rochethulon comme Directeur et Hervé de Monvallier à la Présidence puis Pierre Ducellier en 2019  qui laissera sa place à Arnaud Bourry en 2024. L’Alliance Pastorale compte alors 120,000 adhérents. Pour pallier les nouveaux besoins de ceux-ci, la nouvelle équipe décide de renforcer son activité via l’ouverture de magasins plus grands et plus fonctionnels dans lesquels les 13.000 références de l'enseigne sont distribuées.
En 2018, une nouvelle étape importante est franchie avec la mise en place d’une plate-forme logistique de 13 000 m2 intérieurs et 20 000 m2 de stockage extérieur sur la commune de Valdivienne (86 300) qui assure les la livraison des marchandises vers les magasins, les clients  ayant commandé au téléphone ou sur Internet, ainsi que les envois à l’international.

## Gouvernance
L'Alliance pastorale est gouvernée par un conseil d'administration composé de 15 membres. Ce conseil d'administration a pour fonction d'orienter la stratégie, prendre les décisions et contrôler l'Alliance Pastorale. Ce conseil d'administration est présidé par Arnaud Bourry.

### Historique des Directeurs et des Présidents
|             | Directeurs,               |             | Présidents,         |
| ----------- | ------------------------- | ----------- | ------------------- |
| 1933 - 1966 | Henri Reille-Soult        | 1933 - 1966 | Guy de Boisgrollier |
| 1966 - 1999 | Jean François de Fombelle | 1966 - 1973 | Michel Ducellier    |
| Depuis 1999 | Olivier de la Rochethulon | 1973 - 2000 | Georges Gilbert     |
|             |                           | 2000 - 2019 | Hervé de Monvallier |
|             |                           | 2019 - 2024 | Pierre Ducellier    |
|             |                           | 2024 -      | Arnaud Bourry       |

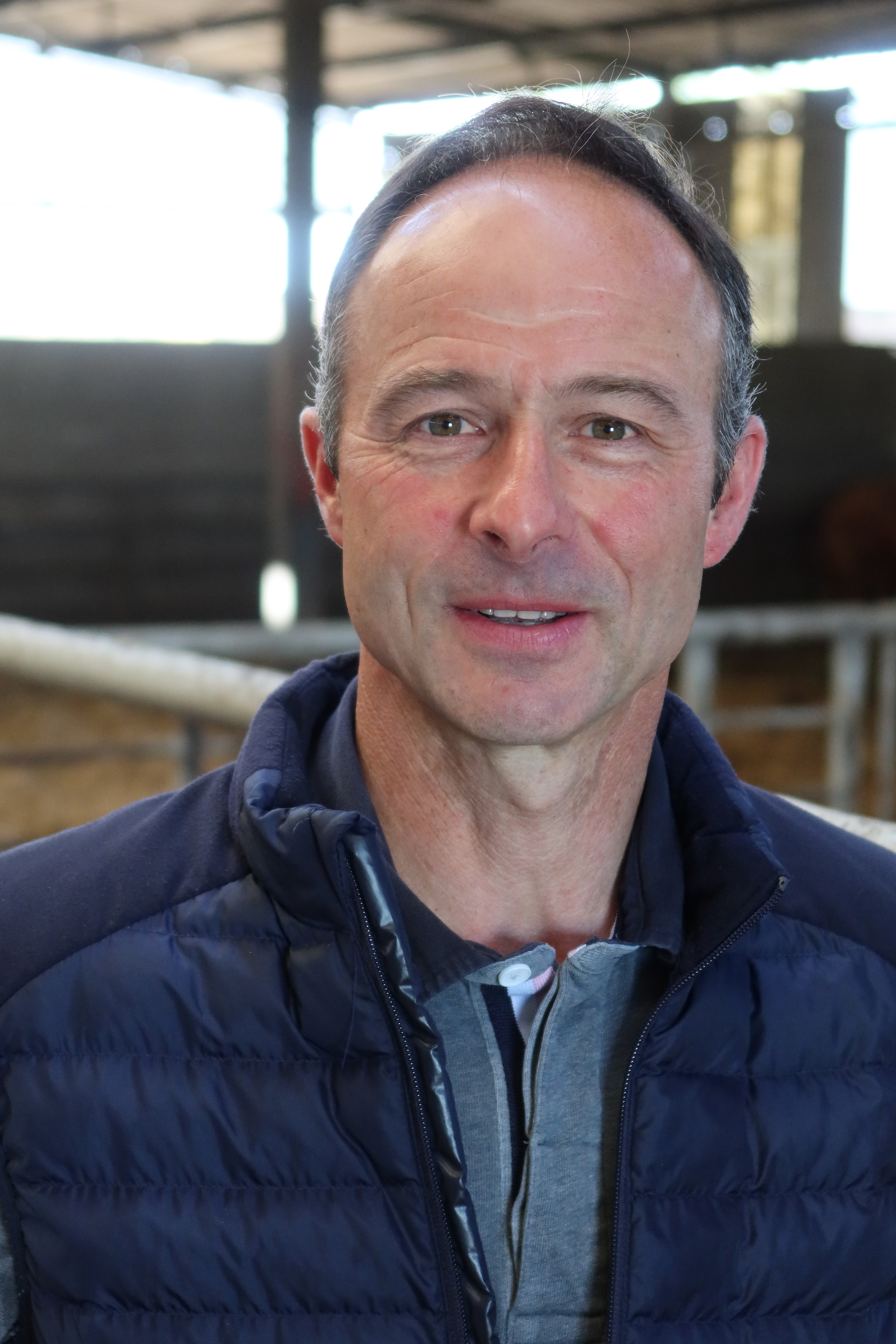
Arnaud Bourry - Président de l'Alliance Pastorale.
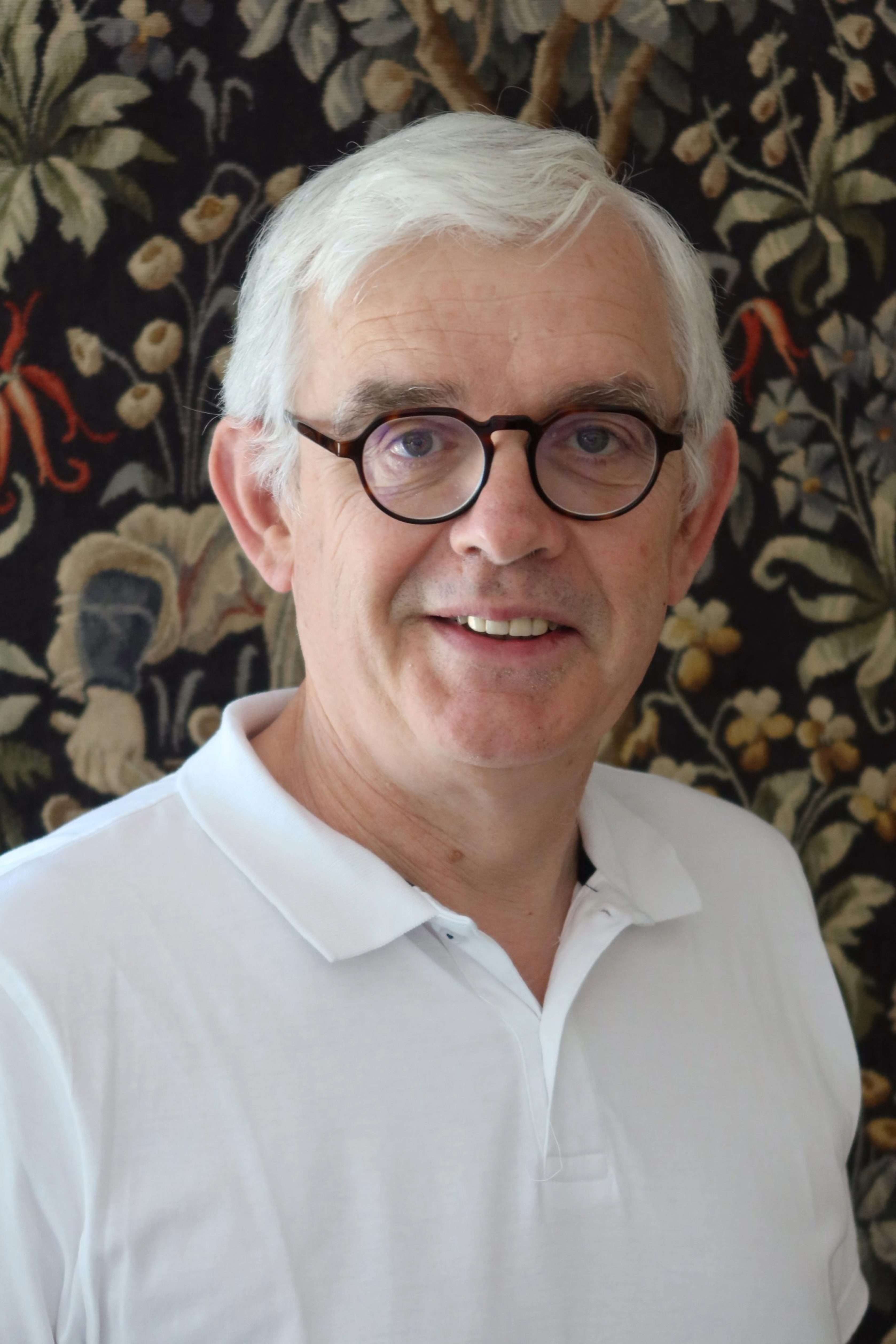
Olivier De la Rochethulon - Directeur de l'Alliance Pastorale

## Identité visuelle

### Galerie des logos de l'Alliance Pastorale

Logo de 1940. La devise « Vae Soli », malheur à l’isolé encadre le A de Alliance et le P de Pastorale lié.
Logo de 1970 représentant un berger dans un cercle.

## Activités
Les activités principales proposées par l’Alliance Pastorale sont l'approvisionnement en matériel et produits d'élevage ou le groupement d'achat mais aussi l’appui technique, la mécanique agricole, la maintenance, le laboratoire, les assurances, le bureau d’études et communication (avec l'édition du bulletin de l'Alliance Pastorale, magazine mensuel) qui sont proposés en soutien au monde de l’élevage.
L‘Alliance Pastorale fut à l'origine de la création d’autres entités diverses telles que l'abattoir de la Sodem ou le GIE Ovin du Centre-Ouest. L’Alliance Pastorale s’occupe du négoce de matériel d’élevage dans un certain nombre de domaines tels que la clôture, le matériel ovin, caprin, bovin, équin ou les produits de fabrication fromagère. Le groupe Alliance travaille en partenariat avec des fabricants français et étrangers, notamment d’Australie et de Nouvelle-Zélande.

### Produits
Liste des catégories de produits vendus par l’Alliance Pastorale  :
- Petit matériel d'élevage ;
- Alimentation animale ;
- Hygiène, soins ;
- Matériel de contention, distribution ;
- Équipements bâtiments ;
- Clôture ;
- Laiterie, fromagerie ;
- Transport ;
- Atelier ;
- Vie quotidienne ;
- Équitation ;
- Espaces verts.

## Marques
Les principales marques avec lesquelles l'Alliance Pastorale travaille sont Lallemand, La gée, Allparc, Farmtrak, Allflex, Polyplast, Kiwitech, Aigle, Audevard, Jourdain, Lacmé, Chr Ansen, Alimal, Satene, La buvette, Betafence, Woods, Speedrite.

## Localisation

### Siège social
Le siège social de l’Alliance Pastorale se situe au 48 avenue de l’Europe à Montmorillon (86500) dans la région Nouvelle-Aquitaine en France.

#### Plateforme logistique
Jusqu'en 2018, le site de Montmorillon a servi de plate-forme logistique. L'activité du groupe ayant presque doublé dans les 20 dernières années, un problème de place et de sécurité se sont donc fait ressentir. L'Alliance Pastorale a de ce fait décidé de transférer sa plate-forme logistique sur un nouveau site à Valdivienne afin de stocker toute la marchandise destinée à être livrée aux magasins de l'Alliance Pastorale et aux adhérents. Aucune vente de marchandises n'est effectué à Valdivienne. Le siège social et sa partie administrative restent à Montmorillon.
La plate-forme logistique de Valdivienne est composée de 11.000 m² couverts, plus les possibilités de stockage à l'extérieur. Une trentaine de personnes y travaillent.

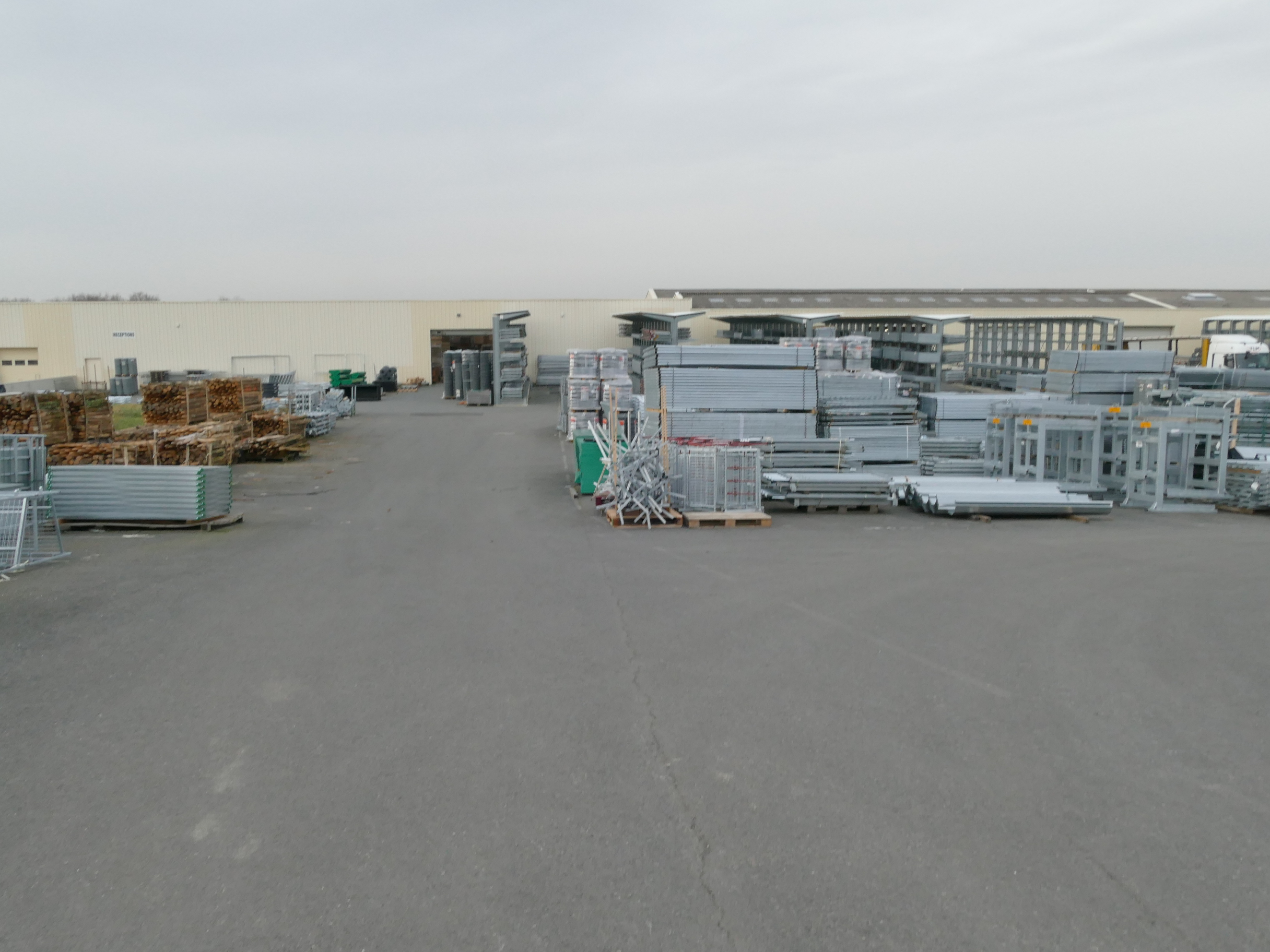
Vue d'ensemble de la plate-forme logistique de Valdivienne[17].
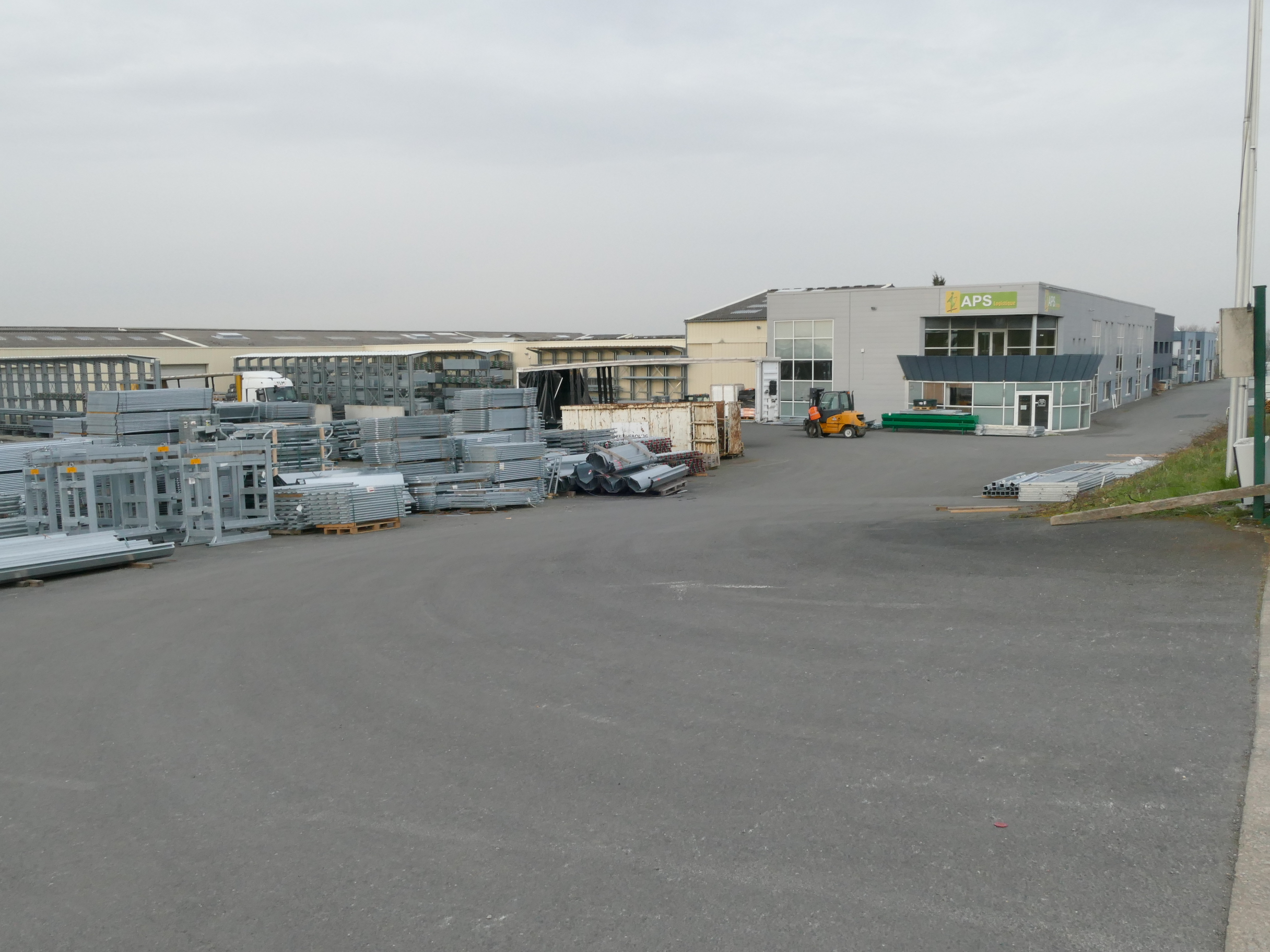
Vue d'extérieur de la plate-forme logistique de Valdivienne[17].
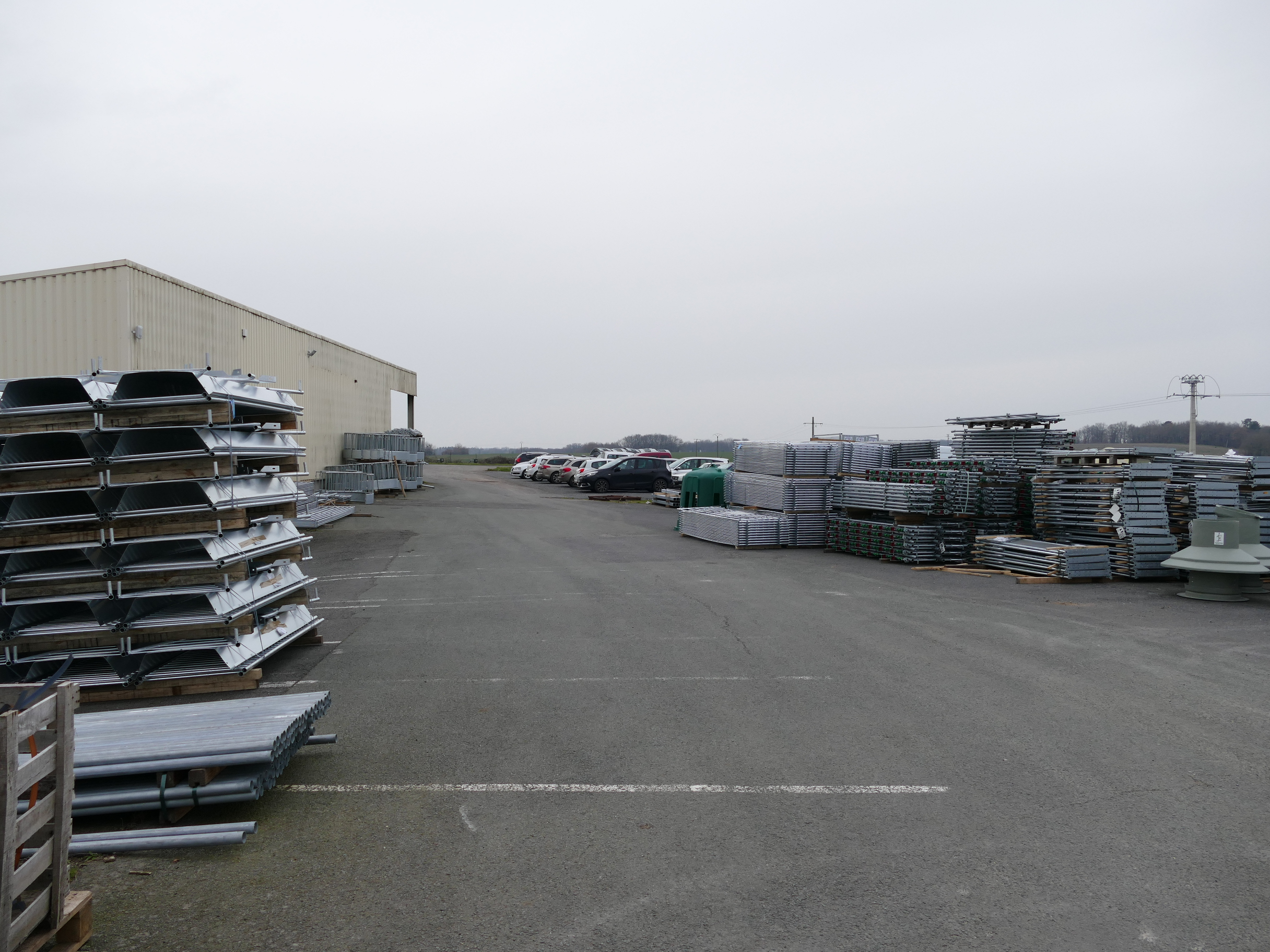
Vue d'extérieur de la plate-forme logistique de Valdivienne[17].
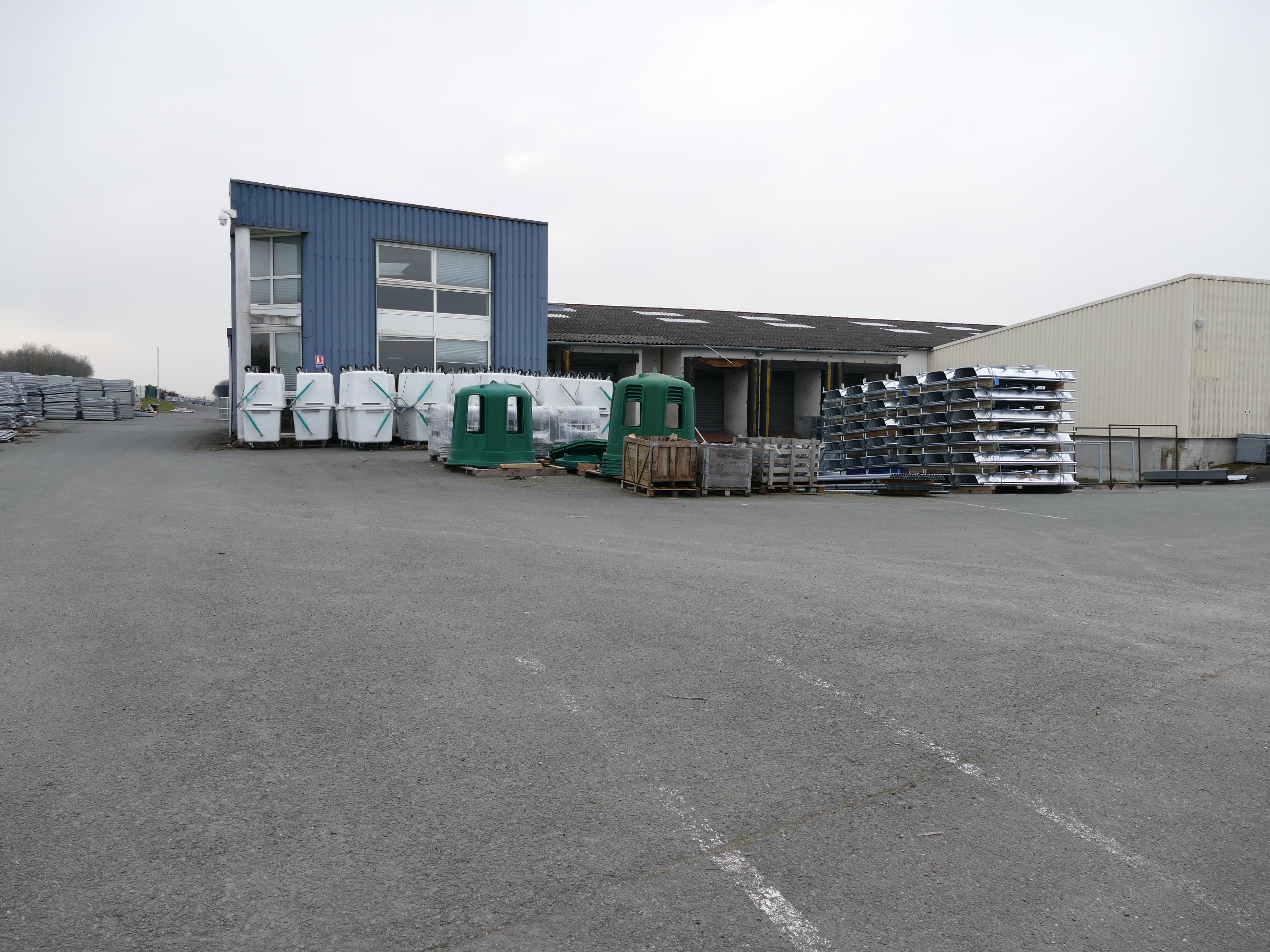
Vue d'extérieur de la plate-forme logistique de Valdivienne[17].
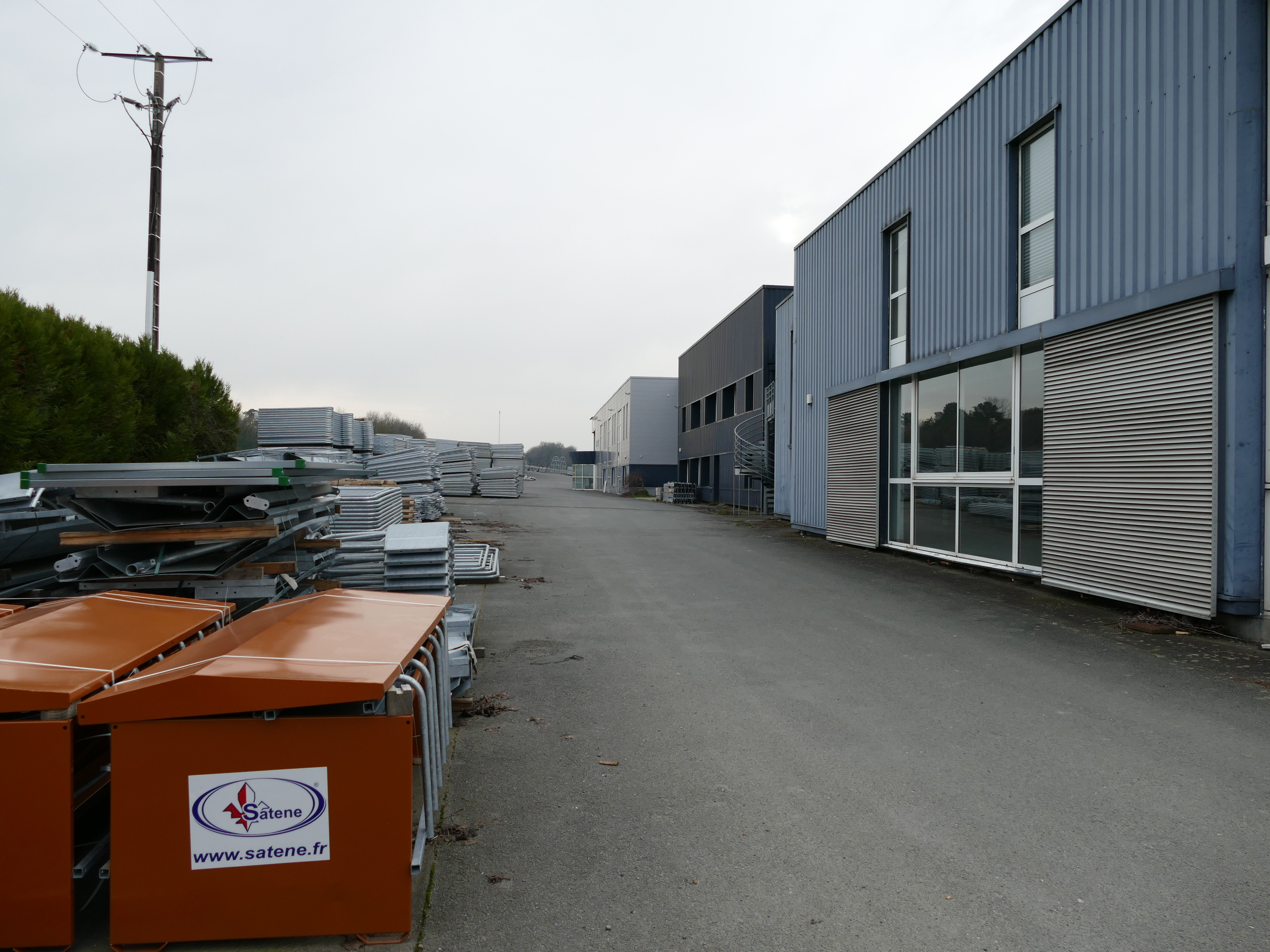
Vue d'extérieur de la plate-forme logistique de Valdivienne[17].
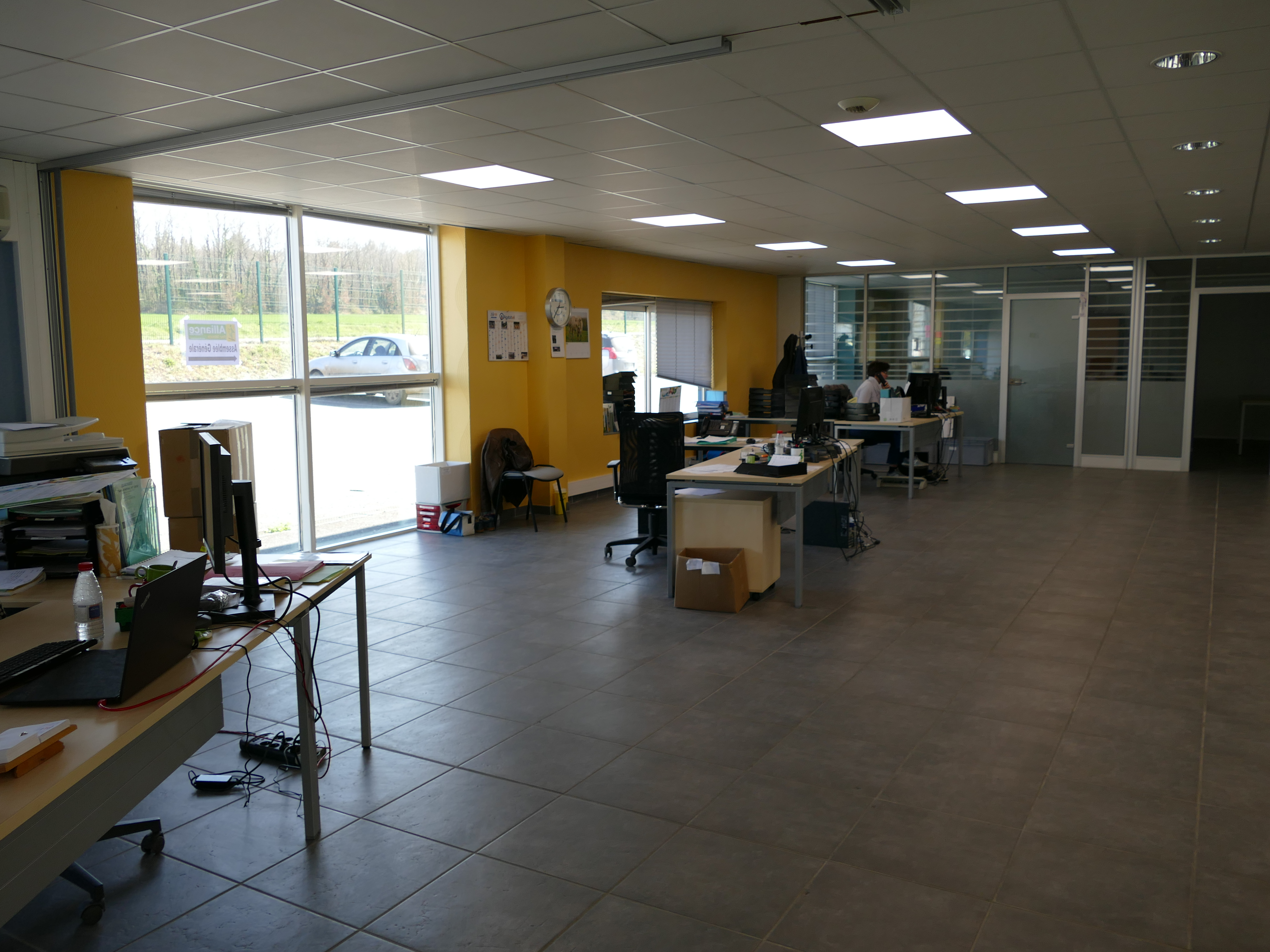
Vue d'intérieur de la plate-forme logistique de Valdivienne[17].

#### Autres sites
12 magasins : 
Outre le site de Montmorillon il y 10 autres sites répartis aussi appelés centre d'élevage sur 8 autres départements et couvrant plus de 20 000 m2 de bureaux, magasins et entrepôts,.
Un service Export : 

Il est en relation avec trente-huit pays étrangers comme l’Espagne, le Maroc, la Guyane et d’autres pays de façon directe ou par l’intermédiaire de revendeurs.

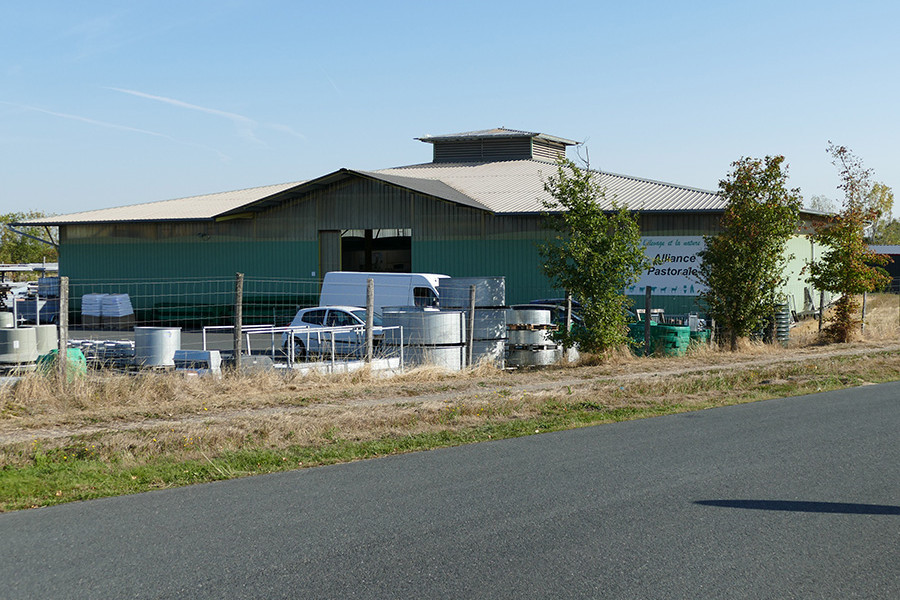
Centre d’élevage d’Argenton sur Creuse(36200)
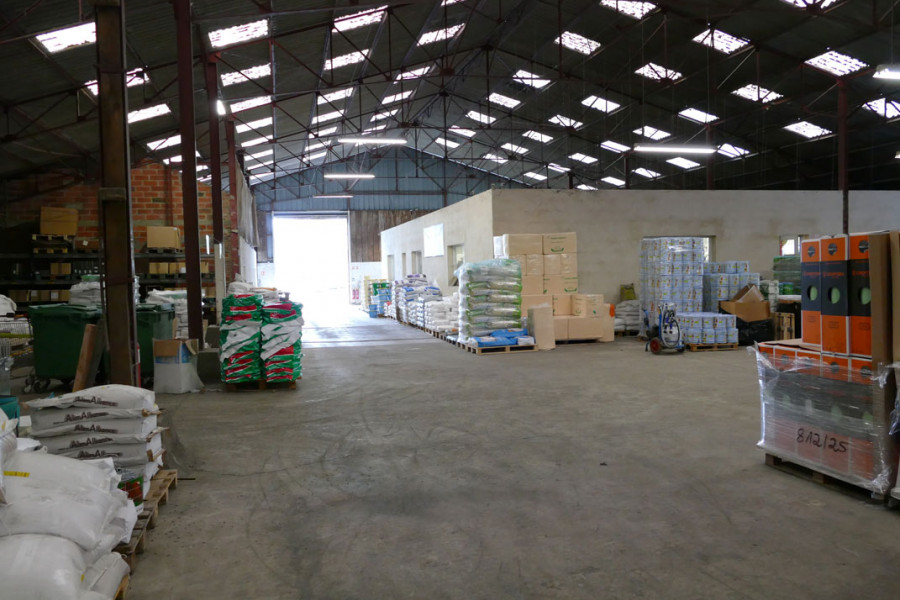
Centre d’élevage de Bellac(87300)
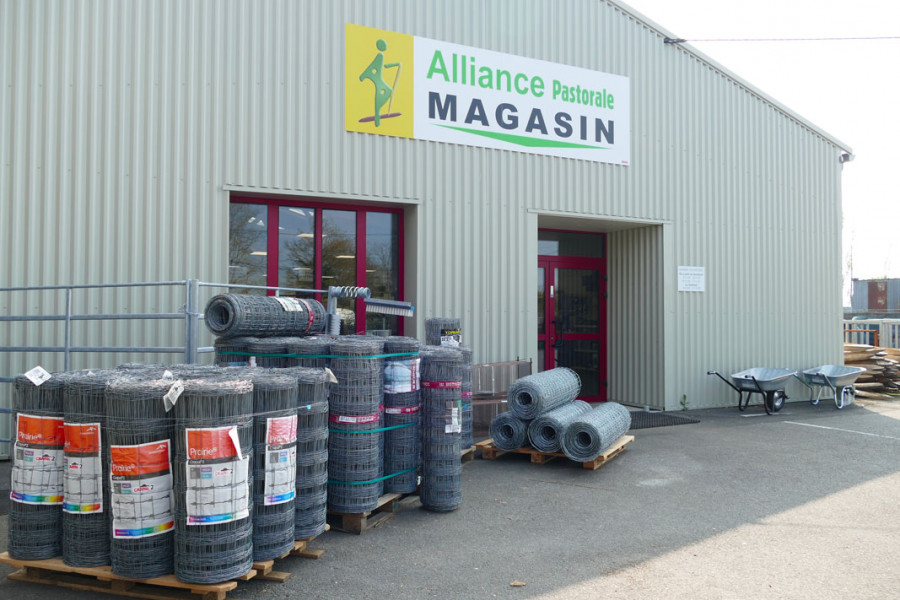
Centre d’élevage de Benassay(86470) Boivre la Vallée
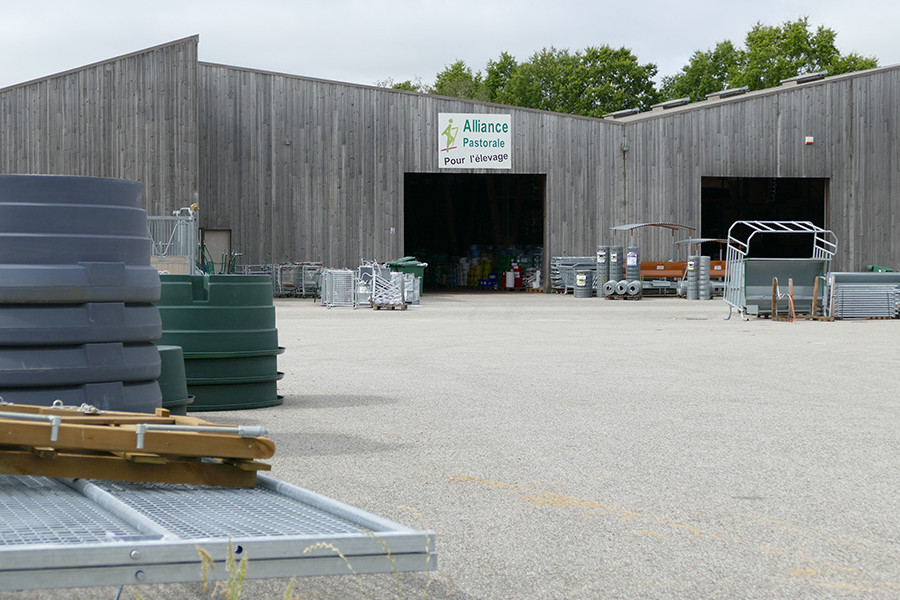
Centre d’élevage de Boisseuil(87220)
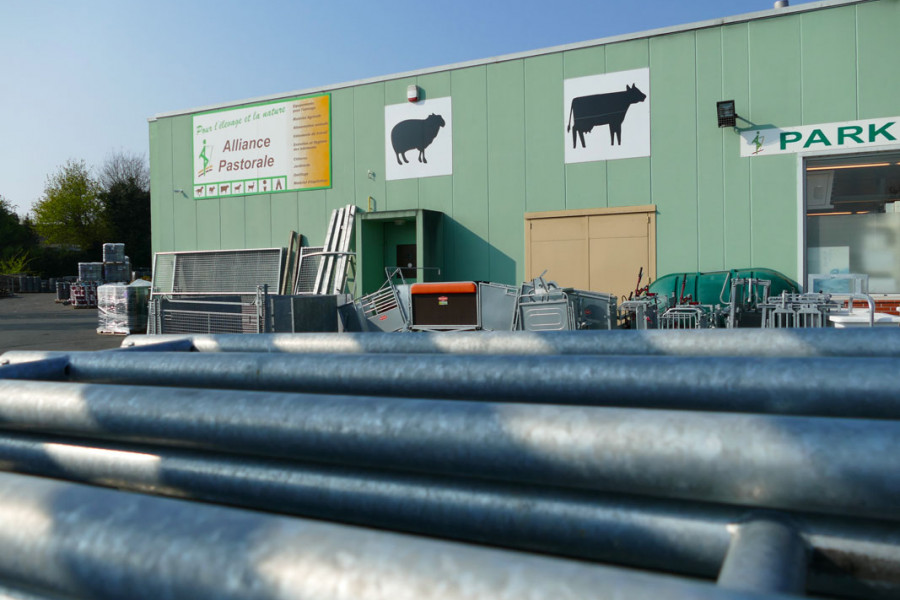
Centre d’élevage de Bressuire(79300)
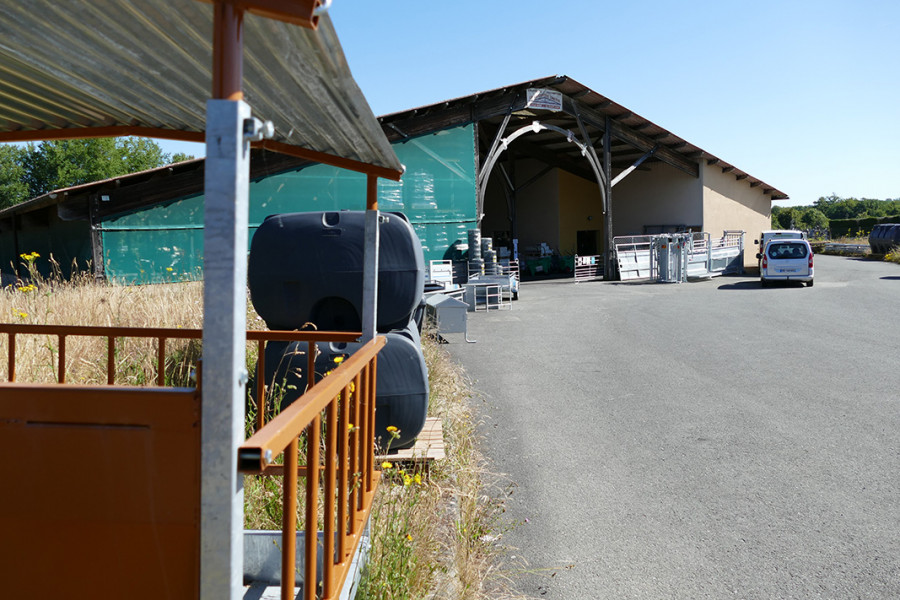
Centre d’élevage de Lessac(16500)
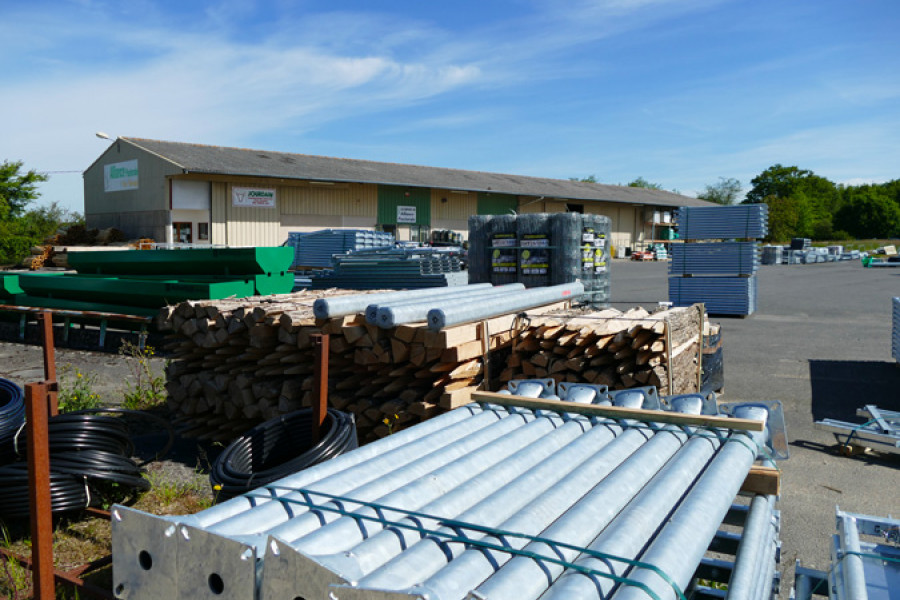
Centre d’élevage de Gençay(86160)
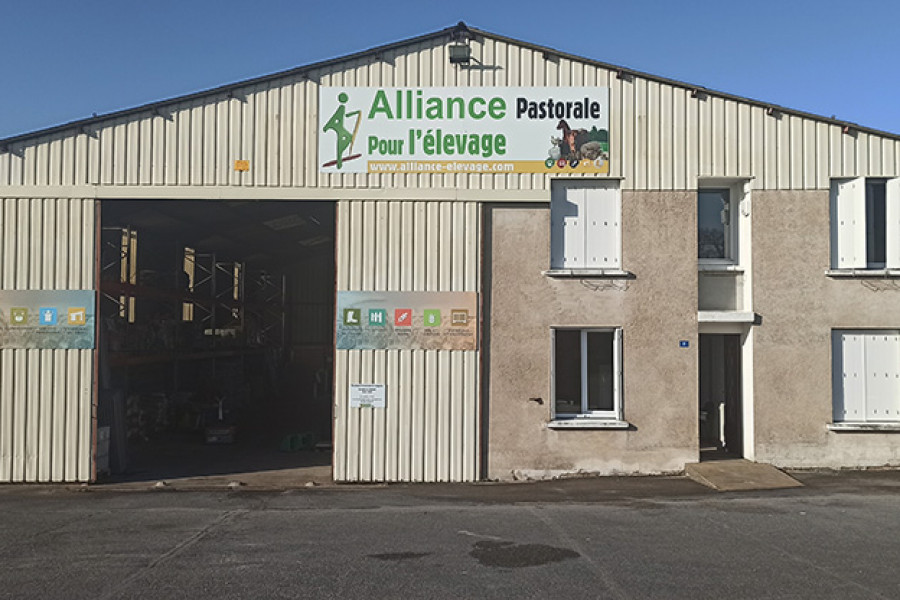
Centre d’élevage de Montrésor(37460)
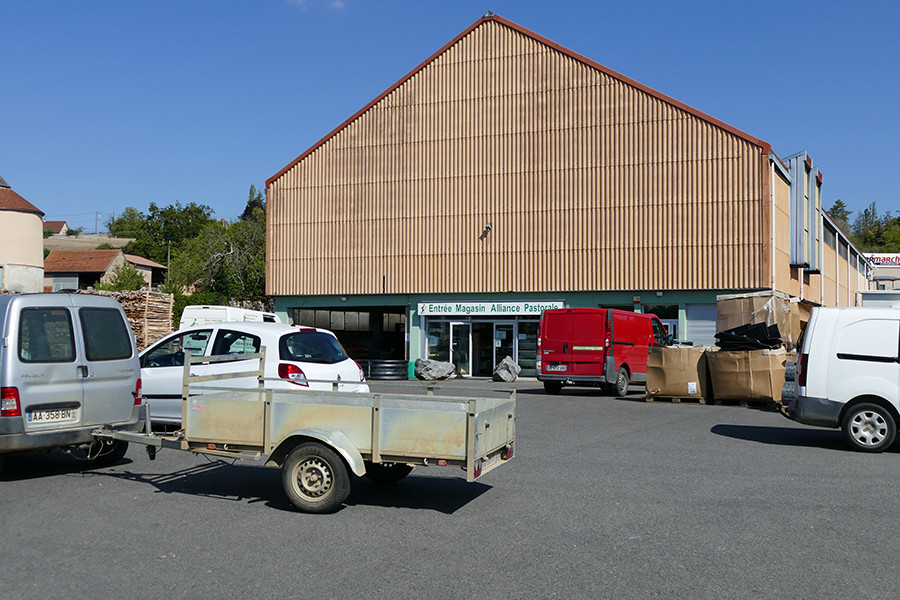
Centre d’élevage de Souvigny(03210)
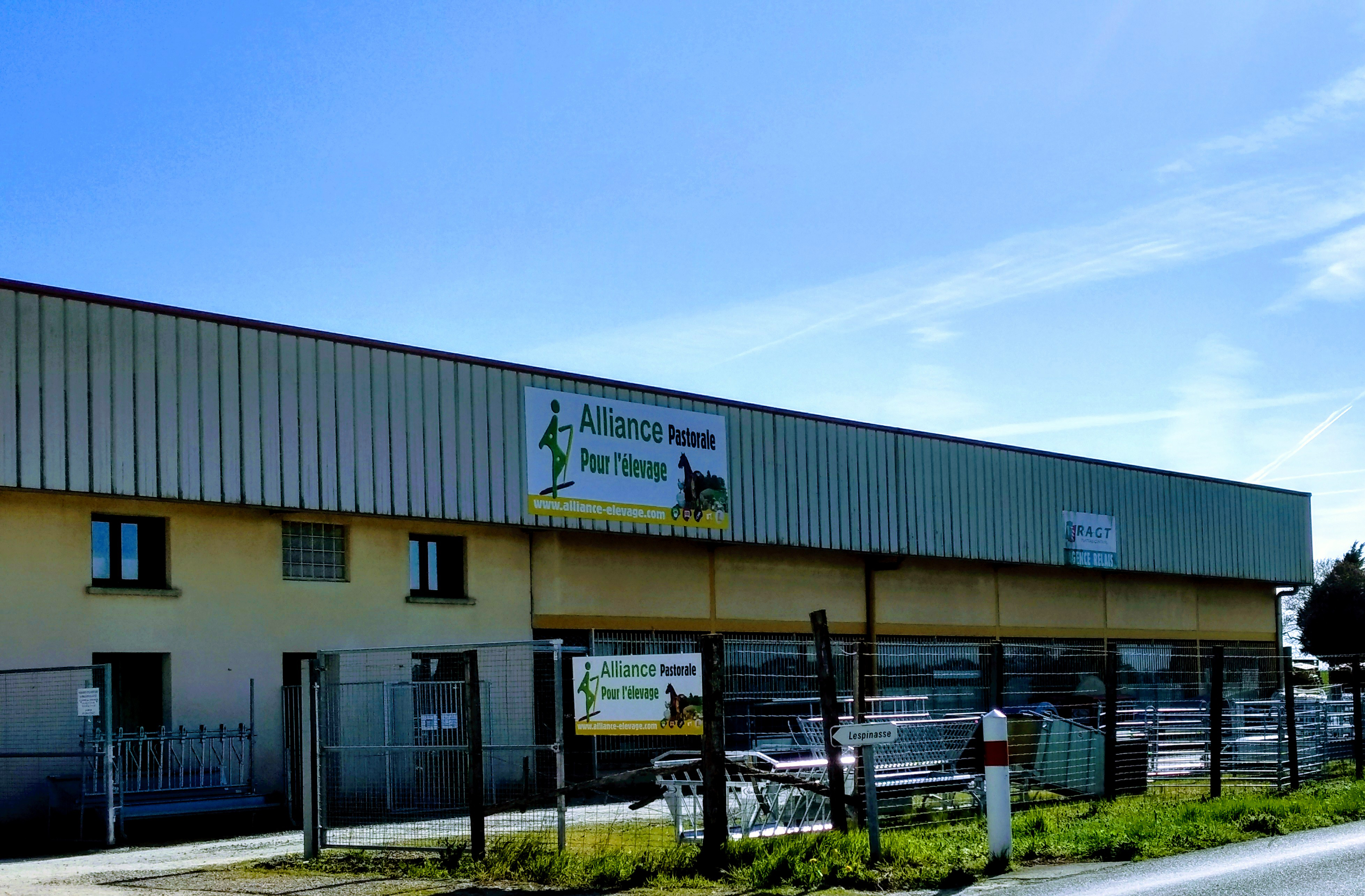
Centre d’élevage de Valence d’Albigeois (81340)
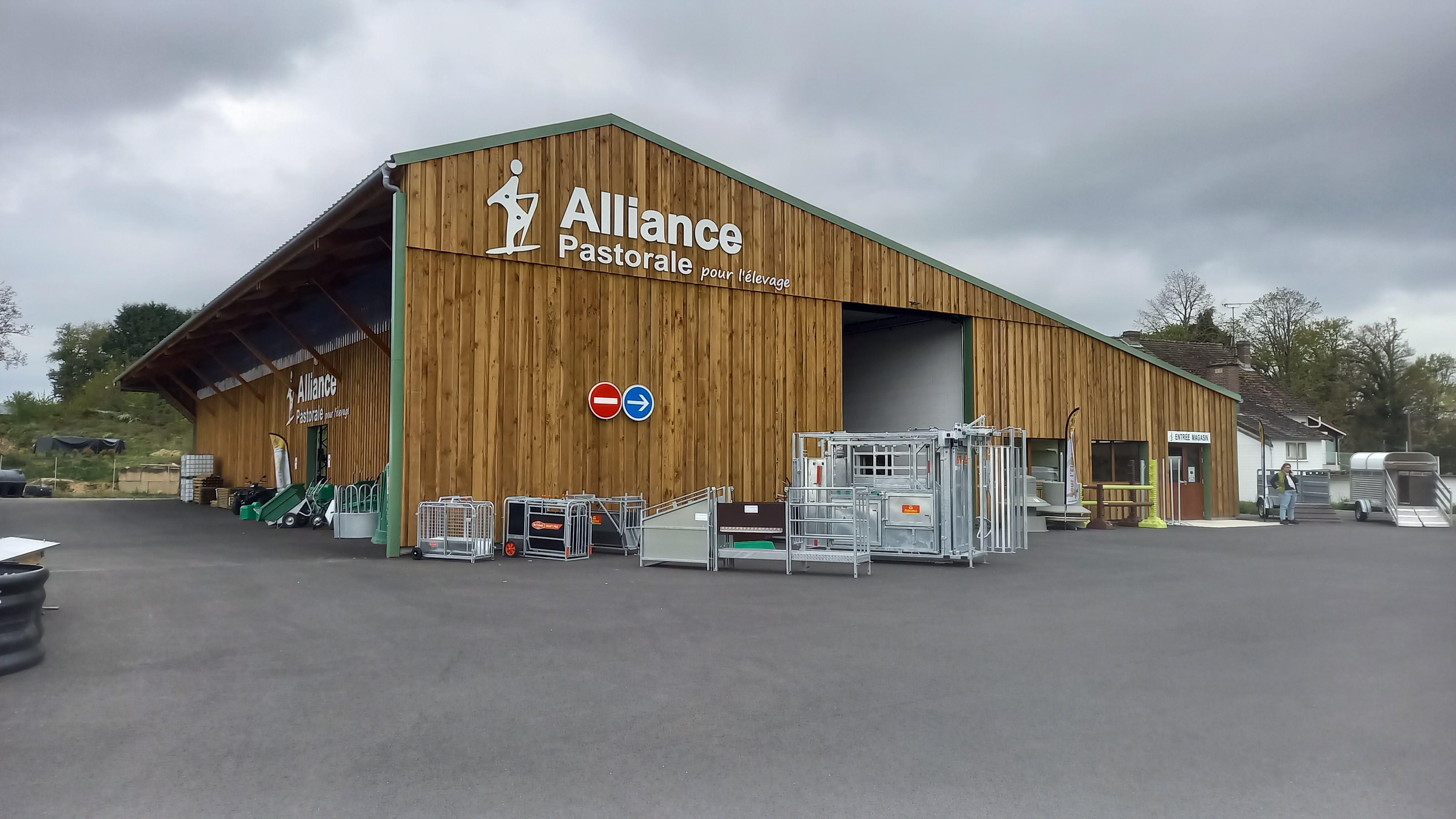
Centre d'élevage de Ahun (23150)